# 东大滩乡
东大滩乡（藏語：བདེ་ཡངས་ཞང༌།，藏语拼音：Dêyang  Xang），是中华人民共和国甘肃省武威市天祝藏族自治县下辖的一个乡镇级行政单位。

## 行政区划
东大滩乡下辖以下地区：
酸茨沟村、圈湾村、边坡沟村、东大滩村、华郎村、上圈湾村、下四村和水泉沟村。

## 交通
- 338国道过境。

## 文化遗产
祝贡寺位于上圈湾村旧寺沟。